# 气旋雅思
強烈熱帶氣旋雅思（英語：Severe Tropical Cyclone Yasi）是在昆士兰北部登陆的强大且毁灭性最高的热带气旋，2011年初澳大利亚，对受灾地区造成重大破坏。雅思起源于1月26日在斐济附近的热带低气压，该系统于1月30日晚增强为热带气旋状态。雅思在接下来的24小时内迅速增强，并于2011年1月31日澳大利亞時區下午5点左右（UTC時間07:00）被归类为三热带级气旋。2月1日夜晚，该气旋增强为四级热带气旋；然后在2月2日早些时候增强为五级强热带气旋。该系统有一个明确定义的风眼并继续向西南偏西方向移动，中心气压保持在930hPa（27 inHg）和T6.5的德沃夏克分析法维持到晚上
2月3日美国东部标准时间上午12:00左右（UTC时间14:00），雅思穿过澳大利亚海岸线，成为米逊海滩附近的五级强热带气旋，从英厄姆到凯恩斯的地区，估计最大3秒阵风为285公里/小时。当风眼经过Tully时，测量到了创纪录的929 hPa（27.43 inHg）气压。由于系统的规模及其强大的核心，雅思的气旋强度保持在比正常更远的内陆，最终在2011年2月3日晚 10点，即风暴首次穿过海岸后的22小时消散成伊萨山附近的热带低气压。
这场风暴造成了约35亿澳元（36亿美元）的损失，使其成为有记录以来袭击澳大利亚损失最惨重的热带气旋（不考虑通货膨胀；否则，強烈熱帶氣旋崔西会更惨重）雅思还间接对一名23岁男子的死亡负有责任，因发电机尾气窒息而死。
热带气旋雅思是昆士兰历史上最大的风暴，超过10,000人搬离家园。风暴在凯恩斯和汤斯维尔这两个大城市之间经过，只受到了轻微的破坏。对损失的早期估计表明，损失约为1亿澳元。它没有造成像政府预期的那样大的破坏，因为它错过了主要城市。然而，它摧毁了塔利30%的房屋。至少75%的香蕉作物被毁坏，甘蔗农场的损失预计将损失约5亿澳元。电线损坏导致150,000户家庭断电。

## 氣象歷史
2011年1月26日，斐濟氣象局（FMS）首次發現熱帶擾動09F，它位於圖瓦盧西南偏南330公里（205英里）處。在海面溫度高、風切變低到中等的地區，隨著它向西南移動，預計會逐漸增強。在海面溫度高下及風切變低到中等的地區，隨著它向西南移動，預計會逐漸增強。在接下來的兩天裡，雖然它在1月27日被歸類為熱帶低氣壓，但幾乎沒有發展。到1月28日，該低氣壓的特徵是一股發育不良的低氣壓，有大面積的旋轉俗麗的對流。第二天發生了相當大的变化，促使聯合颱風警报中心 (JTWC) 發布熱帶氣旋形成警報。風暴的低層環流中心變得越來越明確，沿低氣壓的北部外圍有明顯的對流帶特徵。
在整整1月30日期間，该系统快速增强，導致JTWC將系統升級為熱帶風暴，因為來自ASCAT（風場掃描）圖像的數據顯示風暴中心周圍的風力接近烈風。此後不久，FMS 也對風暴進行了升級，將其歸類為熱帶氣旋雅思。由於被歸類為熱帶氣旋，雅思位於瓦努阿圖東北約370公里（230英里）處。風暴沿著一條強大的副熱帶高壓脊的北邊緣延伸，大致向西移動，穿過該國北部島嶼。隨著主要對流帶環繞風暴中心，雅思繼續迅速增強，並在1月31日以至少 120公里/小時（75英里/小時）的10分鐘持續風速達到強烈熱帶氣旋強度。那天，風暴越過东经160度线，隨著系統進入澳大利亞氣旋盆地，促使FMS發布了最終諮詢和澳大利亞氣象局的第一個諮詢。
在進入BoM責任區後不久，風暴在極其有利的條件下開始了一段快速增強期，它轉向西南，並在1月31日形成了淺風眼。隨著風暴快速增強，形成了一個輪廓分明的圓形眼。風暴在2月1日晚些時候達到了四級強度，並在第二天早些時候達到了五級強度。同時，JTWC 評估該系統已達到萨菲尔-辛普森飓风风力等级的四级狀態。當天晚些時候，雅思達到了最高強度，持續10分鐘的風速為125英里/小時（205公里/小時），气压為 929hPa（27.43英寸汞柱）。與此同時，JTWC 估計雅思的風速最高為155英里/小時（250公里/小時）。
向西南方向移動的雅思一直保持著強大的飓风程度，直到UTC時間2月2日14:00在昆士蘭州任务海灘附近登陸。風暴登陸後迅速減弱，登陸6小時後不再是強熱帶氣旋。在接下來的幾天裡，風暴在澳大利亞上空以低氣壓的形式蜿蜒而行，然後於2月正式消散。

## 防範，影響及善後措施

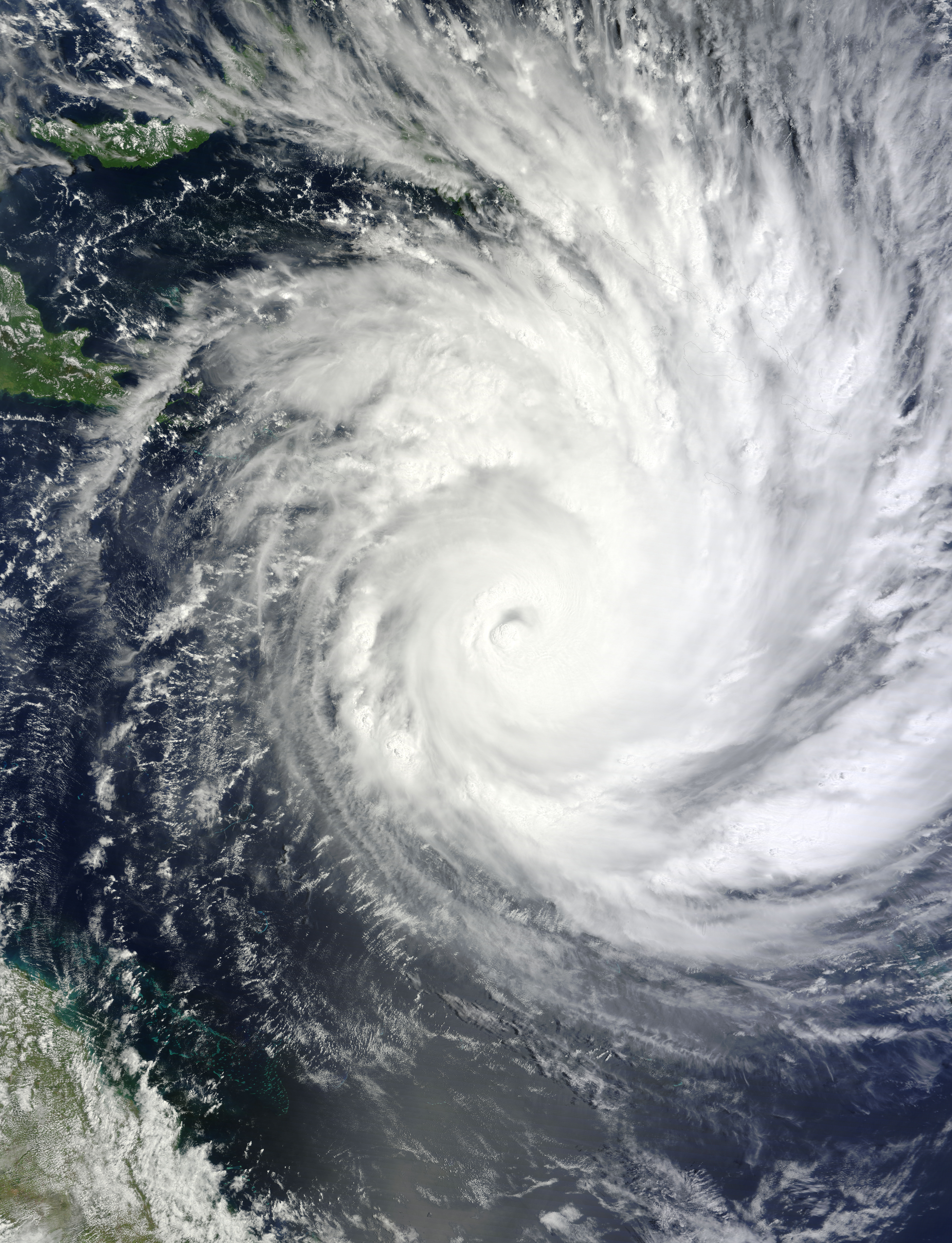
2月1日氣旋雅思迅速增強的衛星圖像

強烈熱帶氣旋雅思直接影響了所羅門群島、瓦努阿圖和澳大利亞部分地區，而斐濟和巴布亞新幾內亞部分地區則間接受到影響。由於该系統的影響，名字:雅思"隨後從南太平洋熱帶氣旋名稱列表中除名，取而代之的是"伊馮"。

### 斐濟、瓦努阿圖、巴布亞新幾內亞和所羅門群島
1月23日至30日期間，隨著熱帶氣旋威爾瑪和亞西發展並經過，圖瓦盧出現強風和涌浪。這些強風推遲了船期，影響了在瓦圖普和斐濟學習的學生，外島因海浪洶湧而耗盡了新鮮供應。1月28日至30日期間，雅思的前身熱帶低氣壓在羅圖馬、瓦努阿島、塔韋烏尼島和亞薩瓦群島北部附近的斐濟群島上空造成降雨和強風。
1月30日，雅思成為兩個月內直接影響瓦努阿圖的三個热带气旋系統中的第二個热带气旋。熱帶氣旋雅思橫掃瓦努阿圖北部托爾巴省，風速高達95公里/小時（60英里/小時）。瓦努阿圖官員報告說很難與托爾巴省取得聯繫，但相信北部地區逃脫了重大破壞。
風暴位於巴布亞新幾內亞東南方數百公里處，但該大型系統的外邊緣為該國帶來了強風、公海和大雨。在米爾恩灣省，當地官員建議沿海居民搬到地勢較高的地方。

### 威利斯群島
隨著雅思遷入澳大利亞地區，威利斯群島氣象站的氣象數據被用來幫助監測系統。在系統影響該島之前，工作人員在2月1日期間將建築物壓倒並被一架直升機疏散到島上。雅思隨後於2月2日直接經過氣象站，在氣象設備和通信出現故障之前，記錄到陣風為185公里/小時（115英里/小時）和最低氣壓為937.9毫巴（27.70英寸汞柱）該系統經過該島後，非常明顯的強風和風暴潮已經損壞了雷達、關鍵觀測系統以及通信、運營和生命支持基礎設施。還注意到該系統改變了島嶼的形狀並清除了大部分植被。大多數自動地面觀測系統和通信隨後在亞西經過該島十五天后恢復並投入使用。然而，雷達和生命支持系統需要更長的時間才能恢復，隨後在11月底完成，然後工作人員於2011年12月返回該島。.

### 澳大利亚
當雅斯進入澳大利亞盆地時，風暴的準備工作正在進行中。媒體將這場風暴稱為“該州歷史上最嚴重的颶風”。由於其巨大的規模，許多人擔心这场熱帶氣旋可能造成比2006年的拉里氣旋或1974年嚴重破壞達爾文的强烈热带气旋特雷西更嚴重的破壞。昆士蘭州州長安娜·布萊敦促風暴路徑上的數千名居民撤離。三萬人從凱恩斯撤離，其中包括由澳大利亞皇家空軍和其他機構（如澳大利亚皇家飞行医生服务）空運到布里斯班的凱恩斯基地醫院和凱恩斯私立醫院的所有患者。昆士蘭州緊急情況協調員警告居民，他們將獨自生活長達24小時，因為情況對緊急救援人員來說太危險了。
預計高達12米(39.37英尺)的大道將襲擊昆士蘭北部海岸，因為氣旋雅思引起的風暴潮與比平均水平高7米 (23英尺) 的高潮相結合。
在氣旋亞斯登陸附近的米申海灘，陣風估計達到了290公里/小時（180英里/小時），造成了很大的破壞。估計已達到7米（(23公尺) 的風暴潮摧毀了沿海的幾座建築物，並向內陸推高了300米 (980公尺)。在風暴過去後的幾個小時內，由於情況尚未被宣佈為安全，警方無法冒險越過他們的車站。大部分海灘已經失去了沙子，每個結構都受到了一定程度的破壞。 2月3日日出時分，米申海滩沒人員傷亡報告。隨著風暴的中心在昆士蘭州的幾個城鎮上空移動，新聞記者藉此機會在風眼牆恢復之前進行了簡短的損失評估。受災最嚴重的地區是塔利、Tully Heads、Silkwood、米申海滩、因尼斯費爾和卡德韦尔。
據塔利的居民說，該鎮是“......大規模破壞的場景”。估計為209公里/小時（130英里/小時）的強風襲擊了該地區，數量不詳的房屋被完全摧毀。許多其他未被摧毀的房屋外牆和/或屋頂嚴重受損。天亮時，鎮上的報告稱，主幹道沿線約90%的建築物遭到嚴重破壞。

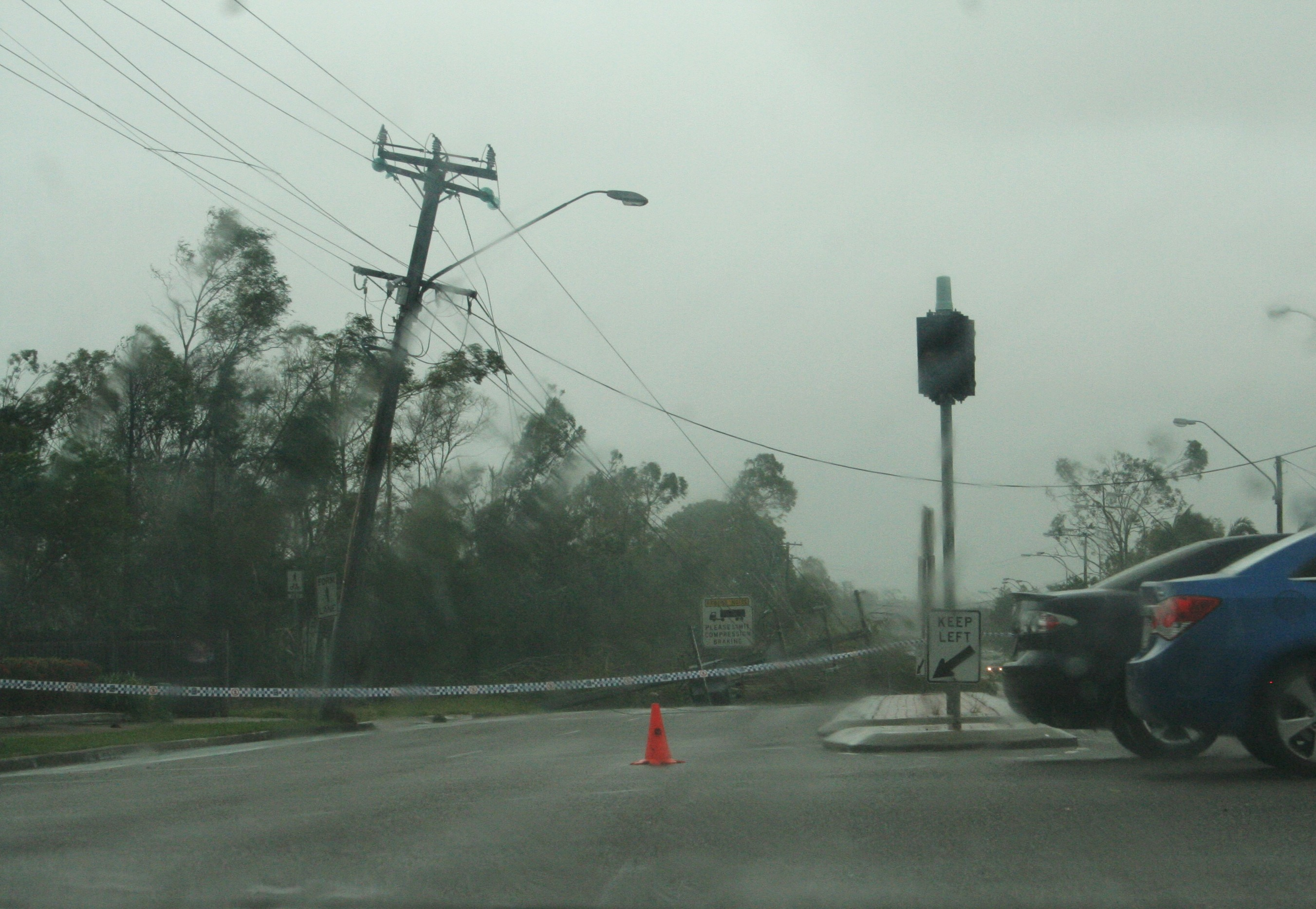
在湯斯維爾的國王路上被吹落的電線桿和電線

隨著亞西最嚴重的影響臨近，因尼斯費爾的一個疏散中心開始被洪水淹沒。據報導，疏散人員正在敲擊門底部的木板，以防止水進一步進入建築物。此外，人們開始擔心它們當建築物的窗戶在超過200公里/小時（120英里/小時）的風中彎曲時。在湯斯維爾，許多建築物的屋頂被撕掉，沖向街道。據信，許多窗戶都被打破了，因為居民報告說，風暴席捲整個晚上，玻璃破碎的聲音。在塔利，高中被毀，需要重建。
在風暴最高峰附近，被困在家中的居民撥打了許多緊急電話。然而，他們的電話無法得到回應，因為情況太危險，警察無法進入。據報導，有六人被困在卡德威爾附近欣欽布魯克港的一個公寓大樓裡，無法疏散。該建築受到超過3米(9.8 公尺) 的雅思的風暴潮的威脅。該小組後來被報告是安全的。當地時間2月2日晚上10:30左右，总理表示，估計包括疏散中心在內的90,000座建築物斷電。這個數字在早上上升到17萬，官員們表示，一些居民可能會斷電一個多月。
湯斯維爾的供水系統出現故障，只有24小時供水，而磁島的水一天就用完了。
當風暴襲擊陸地時，人們擔心香蕉和甘蔗作物會遭受徹底破壞。初步估計表明，僅對甘蔗造成的損失就可能達到5.05億澳元。月3日，風暴造成的總損失估計達到35億澳元（35.4億美元），這使其成為有史以來襲擊澳大利亞損失最慘重的颶風（不考慮通貨膨脹）。到2月5日，已確認農業、礦業和地方政府損失了20億澳元（20.3億美元)。旅遊業则損失了10億澳元。
有一人死亡是由於在英厄姆附近的班巴鲁的密閉空間中使用便攜式發電機排放的廢氣導致一氧化碳中毒。
登陸兩天后，暴雨造成的嚴重洪水切斷了湯斯維爾和英厄姆之間的布魯斯高速公路，留下了10公里的交通阻塞。許多從受災地區撤離的人，包括急救人員，都被困。</ref>Many of those who evacuated the devastated areas including emergency workers were stranded.
2月5日，作為熱帶低壓的雅思的殘餘造成了暴雨，特羅維和永加]的降雨量為140毫米（5.5英寸）。洪水在南澳大利亞北部的城鎮普遍存在，甚至延伸到墨累河上的倫馬克。在維多利亞西北部，米爾杜拉創下了有記錄以來的最高日降雨量，達到42毫米（5.6英寸），墨爾本郊區林德赫斯特在24小時內的降雨量達到180毫米（7.1英寸），直至澳大利亞東部夏令時間上午9點（22 :00协调世界时)2月5日。
2月6日，美國氣象局報告稱，前熱帶氣旋雅思位於尤拉拉以北85公里（53英里）處。愛麗斯泉地區繼續降下暴雨。由於大片地區繼續下雨，南澳大利亞北部的洪水也在繼續。Hallett 的降雨量達到了創紀錄的98毫米（3.9英寸）。[57]破壞性強風以超過90公里/小時的速度襲擊了 Marla 和 Coober Pedy 。Arkaroola 和 Mt Dare 也有超過100毫米（3.9英寸），Marree 有92毫米（3.6英寸），Yunta 有86毫米（3.4英寸）。
即使在洪水過後一周，受影響的地區也已完全與世隔絕。挑戰者金礦有150人被隔離，緊急物資不得不空運進來。乌德纳达塔、Glendambo 附近的牛站和安娜溪站的世界最大牛站都被隔離。
澳大利亞國防軍的反應被指定為“亞斯援助行動”。2011年2月2日，澳大利亞國防軍成立了聯合特遣部隊664，總部設在湯斯維爾的拉瓦拉克軍營，由斯圖爾特·史密斯準將指揮，負責作戰指揮。